# لوتشيانو فيلك
لوتشيانو فيلك (بالإسبانية: Luciano Wilk)‏ هو مجدف أرجنتيني، ولد في 24 يوليو 1951.

## وصلات خارجية
- لوتشيانو فيلك على موقع الاتحاد الدولي للتجديف (الإنجليزية)
- لوتشيانو فيلك على موقع أوليمبيديا (الإنجليزية)